# Justine Picardie
Justine Picardie (* 20. Juni 1961) ist eine britische Journalistin und Autorin.
Picardie arbeitete als Journalistin für die Zeitschriften Vogue, den Daily Telegraph, Harper’s Bazaar und für das Magazin des Sunday Telegraph.
Ihr erstes Buch Noch einmal Deine Stimme hören. Leben nach dem Tod meiner Schwester veröffentlichte Picardie nach dem Krebstod ihrer Schwester Ruth Picardie.
Justine Picardie ist verheiratet und hat zwei Söhne.

## Veröffentlichungen
Als Autor
- Noch einmal Deine Stimme hören. Leben nach dem Tod meiner Schwester. Aus dem Engl. von Erika Ifang. Hamburg : Hoffmann und Campe, 2001, ISBN 3-455-09374-4.
- Wish I may, Picador, 2004, ISBN 0-330-41221-3.
- My Mother’s Wedding Dress: The Life and Afterlife of Clothes; Picador, 2006, ISBN 0-330-41307-4.
- Daphnes Geheimnis. Aus dem Engl. von Anke und Eberhard Kreutzer. Berlin : Bloomsbury, 2008, ISBN 3-8270-0694-5.
- Coco Chanel: The Legend and the Life; HarperCollins, 2010, ISBN 0-00-731761-1.
  - Chanel : ihr Leben. Aus dem Engl. von Gertraude Krueger und Dörthe Kaiser. Göttingen : LSD, Lagerfeld, Steidl, 2011, ISBN 978-3-86930-179-2.
- Miss Dior : eine Geschichte von Courage und Couture. Aus dem Englischen von Helmut Ettinger. Berlin : Aufbau, 2022, ISBN 978-3-351-03817-5.

Als Herausgeber
- Truth or Dare; Picador, 2005, ISBN 0-330-43201-X.